# Paul Rehak
Paul Rehak (Ann Arbor, 8 de março de 1954 – 5 de junho de 2004) foi um arqueólogo americano. Os interesses de pesquisa de Rehak estendiam-se da Grécia pré-histórica e clássica até à Roma imperial.
Rehak frequentou a Universidade de Michigan. Em 1976 recebeu seu B.A. em Estudos Clássicos e em Arqueologia. Em 1980 obteve seu M.A. da Faculdade Bryn Mawr, escrevendo acerca santuários micênicos sobre Machteld Mellink, e o Ph.D. em 1985, escrevendo sobre escultura romana sob Brunilde Ridgway. Passou a lecionar na Faculdade de Wooster, Universidade Americana de Paris, Universidade Loyola de Chicago e Universidade Duke. Em Durham foi também popular como ativista pelos direitos aos gays e lésbicas. Em março de 2004, poucos meses antes de morrer, a Universidade de Kansas promoveu-o a professor associado. Morreu de complicações de um ataque cardíaco agravado por uma longa luta contra o AIDS.